# Circuito integrado

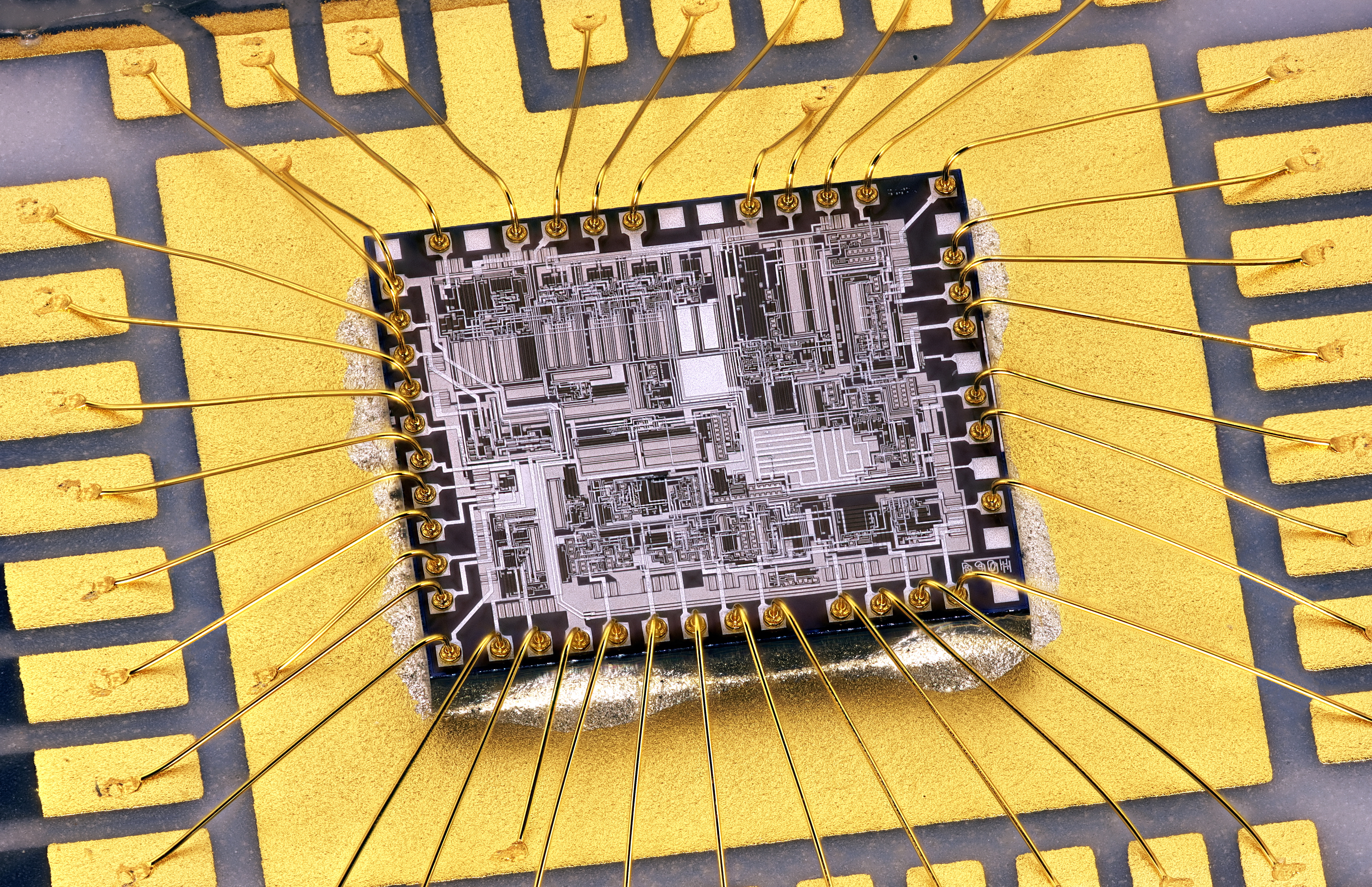
Un microchip

Un circuito integrado (CI), también conocido como chip o microchip, es una estructura de pequeñas dimensiones de material semiconductor, habitualmente silicio, de algunos milímetros cuadrados de área, sobre la que se fabrican circuitos electrónicos generalmente mediante fotolitografía y que está protegida dentro de un encapsulado plástico o de cerámica. El encapsulado posee conductores metálicos apropiados para hacer conexión entre el circuito integrado y un circuito impreso.
Los CI se hicieron posibles gracias a descubrimientos experimentales que mostraban que artefactos semiconductores podían realizar las funciones de los tubos de vacío, así como a los avances científicos de la fabricación de semiconductores a mediados del siglo XX. La integración de grandes cantidades de pequeños transistores dentro de un pequeño espacio fue un gran avance en la elaboración manual de circuitos utilizando componentes electrónicos discretos. La capacidad de producción masiva de los circuitos integrados, así como la fiabilidad y acercamiento a la construcción de un diagrama a bloques en circuitos, aseguraba la rápida adopción de los circuitos integrados estandarizados en lugar de diseños utilizando transistores discretos.
Los CI tienen dos principales ventajas sobre los circuitos discretos: costo y rendimiento. El bajo costo es debido a los chips; ya que posee todos sus componentes impresos en una unidad de fotolitografía en lugar de ser construidos un transistor a la vez. Más aún, los CI empaquetados usan mucho menos material que los circuitos discretos. El rendimiento es alto ya que los componentes de los CI cambian rápidamente y consumen poca potencia (comparado sus contrapartes discretas) como resultado de su pequeño tamaño y proximidad de todos sus componentes. Desde 2012, el intervalo de área de chips típicos es desde unos pocos milímetros cuadrados a alrededor de 450 mm², con hasta nueve millones de transistores por mm².

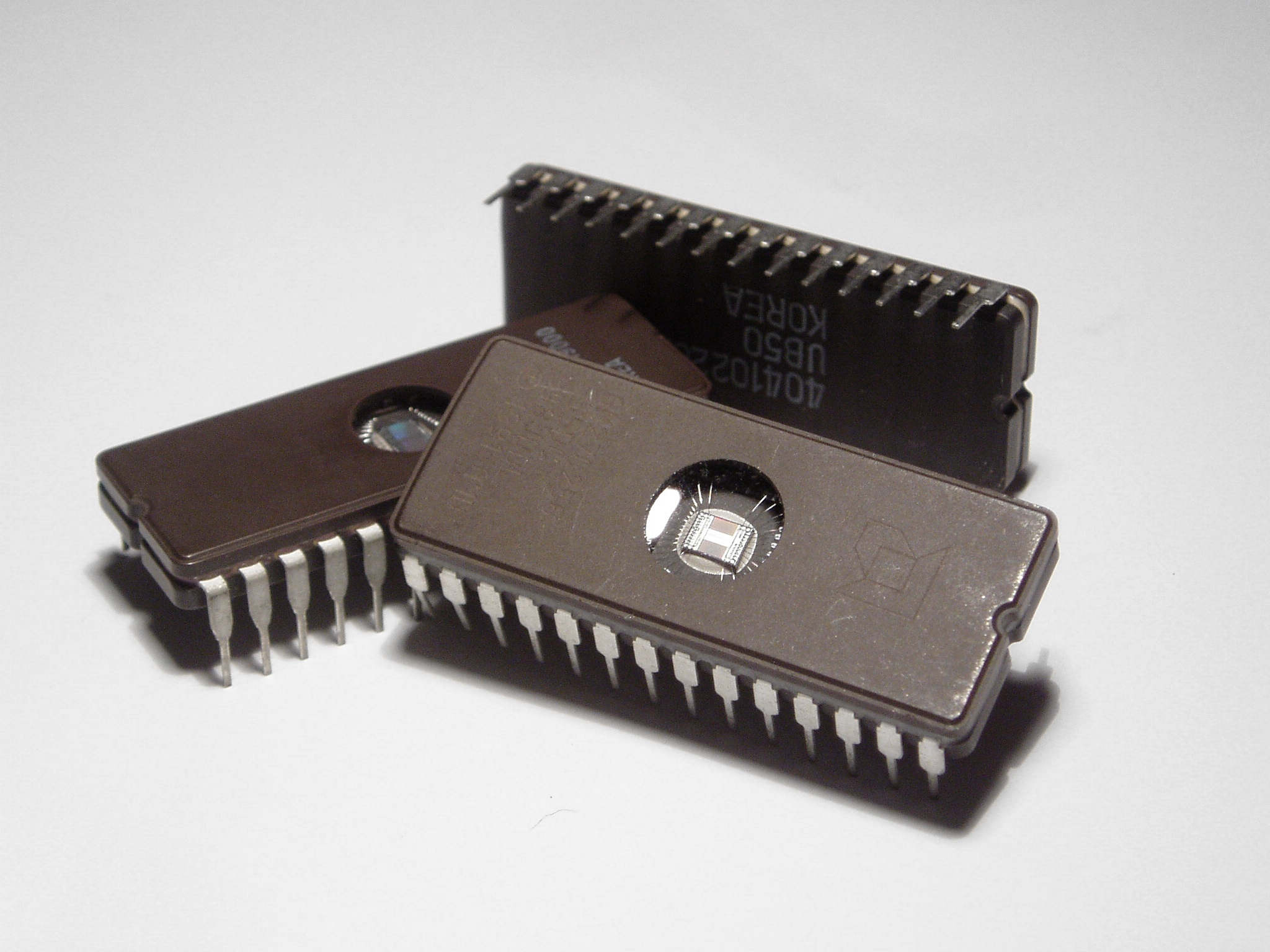
Circuitos integrados de memoria EPROM con una ventana de cristal de cuarzo que posibilita su borrado mediante radiación ultravioleta.

Los circuitos integrados son usados en prácticamente todos los equipos electrónicos hoy en día, y han revolucionado el mundo de la electrónica, computadoras, teléfonos móviles y otros dispositivos electrónicos que son parte indispensable de las sociedades modernas, son posibles gracias a los bajos costos de los circuitos integrados.

## Historia

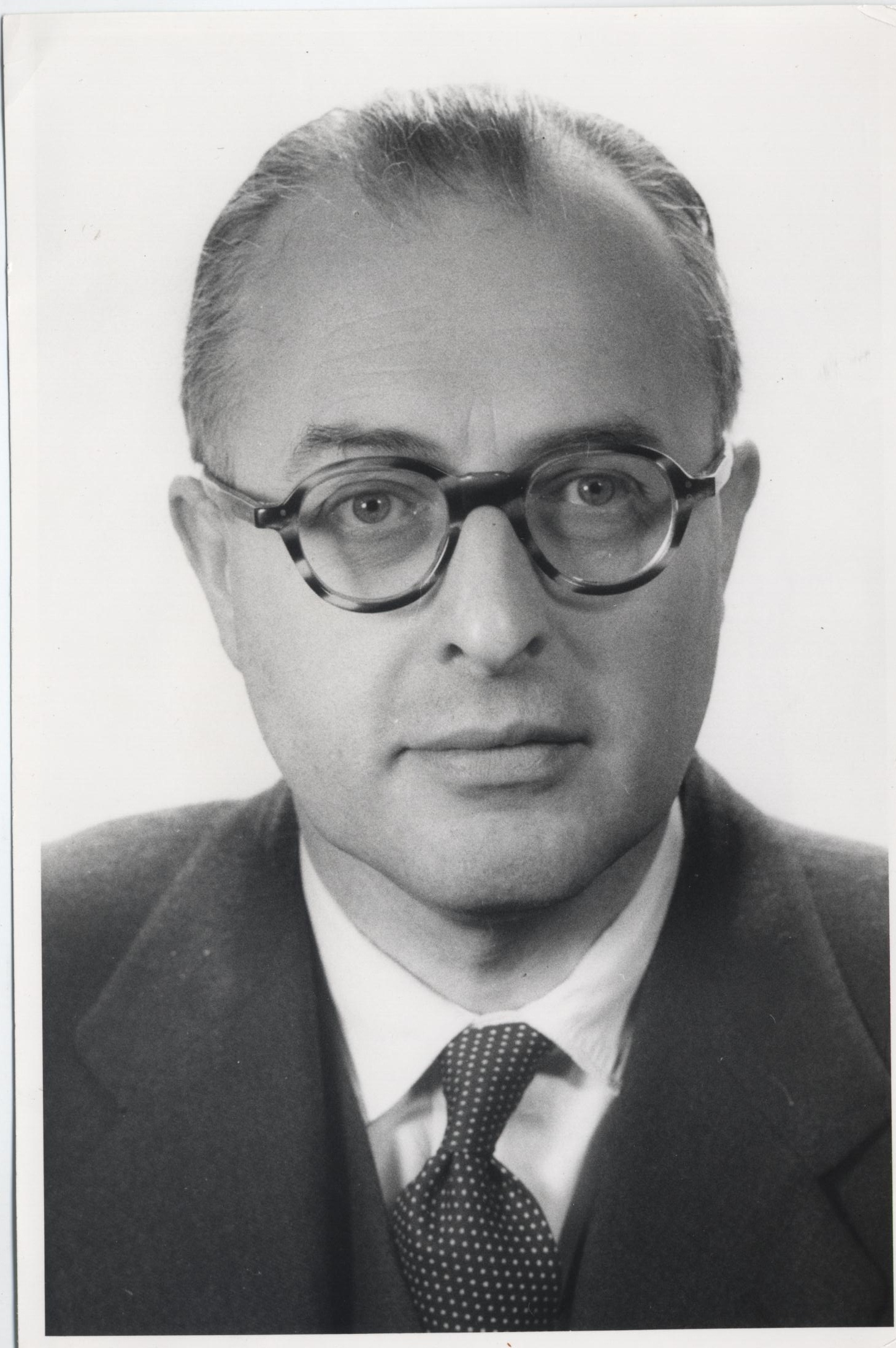
Geoffrey Dummer en los años 1950

El 15 de abril de 1949, el ingeniero alemán Werner Jacobi (Siemens AG) completa la primera solicitud de patente para circuitos integrados con dispositivos amplificadores de semiconductores. Jacobi realizó una típica aplicación industrial para su patente, la cual no fue registrada.
Más tarde, la integración de circuitos fue conceptualizada por el científico de radares Geoffrey Dummer (1909-2002), que estaba trabajando para la Royal Radar Establishment del Ministerio de Defensa Británico, a finales de la década de 1940 y principios de la década de 1950.
Recién empleado por Texas Instruments, Jack S. Kilby registró sus ideas iniciales sobre el circuito integrado en julio de 1958, demostrando con éxito el primer ejemplo integrado de trabajo el 12 de septiembre de 1958. En su solicitud de patente del 6 de febrero de 1959, Kilby describió su nuevo dispositivo como «un cuerpo de material semiconductor [...] en el que todos los componentes del circuito electrónico están completamente integrados». Se trataba de un dispositivo de germanio que integraba seis transistores en una misma base semiconductora para formar un oscilador de rotación de fase. El primer cliente de la nueva invención fue la Fuerza Aérea de los Estados Unidos.
En el año 2000 Kilby fue galardonado con el Premio Nobel de Física por la enorme contribución de su invento al desarrollo de la tecnología.
Robert Noyce desarrolló su propio circuito integrado, que patentó unos seis meses después. Además resolvió algunos problemas prácticos que poseía el circuito de Kilby, como el de la interconexión de todos los componentes; al simplificar la estructura del chip mediante la adición de metal en una capa final y la eliminación de algunas de las conexiones, el circuito integrado se hizo más adecuado para su producción en masa. Además de ser uno de los pioneros del circuito integrado, Robert Noyce también fue uno de los cofundadores de Intel Corporation, uno de los mayores fabricantes de circuitos integrados del mundo.
Los circuitos integrados se encuentran en todos los aparatos electrónicos modernos, tales como relojes, automóviles, televisores, reproductores MP3, teléfonos móviles, computadoras, equipos médicos, etc.
El desarrollo de los circuitos integrados fue posible gracias a descubrimientos experimentales que demostraron que los semiconductores, particularmente los transistores, pueden realizar algunas de las funciones de las válvulas de vacío.
La integración de grandes cantidades de diminutos transistores en pequeños chips fue un enorme avance sobre el ensamblaje manual de los tubos de vacío (válvulas) y en la fabricación de circuitos electrónicos utilizando componentes discretos.
La capacidad de producción masiva de circuitos integrados, su confiabilidad y la facilidad de agregarles complejidad, llevó a su estandarización, reemplazando circuitos completos con diseños que utilizaban transistores discretos, y además, llevando rápidamente a la obsolescencia a las válvulas o tubos de vacío.
Son tres las ventajas más importantes que tienen los circuitos integrados sobre los circuitos electrónicos construidos con componentes discretos: su menor costo; su mayor eficiencia energética y su reducido tamaño. El bajo costo se debe a que los CI son fabricados siendo impresos como una sola pieza por fotolitografía a partir de una oblea, generalmente de silicio, permitiendo la producción en cadena de grandes cantidades, con una muy baja tasa de defectos. La elevada eficiencia se debe a que, dada la miniaturización de todos sus componentes, el consumo de energía es considerablemente menor, a iguales condiciones de funcionamiento que un circuito electrónico homólogo fabricado con componentes discretos. Finalmente, el más notable atributo, es su reducido tamaño en relación con los circuitos discretos; para ilustrar esto: un circuito integrado puede contener desde miles hasta varios millones de transistores en unos pocos milímetros cuadrados.
Los avances que hicieron posible el circuito integrado han sido, fundamentalmente, los desarrollos en la fabricación de dispositivos semiconductores a mediados del siglo XX y los descubrimientos experimentales que mostraron que estos dispositivos podían reemplazar las funciones de las válvulas o tubos de vacío, que se volvieron rápidamente obsoletos al no poder competir con el pequeño tamaño, el consumo de energía moderado, los tiempos de conmutación mínimos, la confiabilidad, la capacidad de producción en masa y la versatilidad de los CI.
Entre los circuitos integrados más complejos y avanzados se encuentran los microprocesadores, que controlan numerosos aparatos, desde teléfonos móviles y horno de microondas hasta computadoras. Los chips de memorias digitales son otra familia de circuitos integrados, de importancia crucial para la moderna sociedad de la información. Mientras que el costo de diseñar y desarrollar un circuito integrado complejo es bastante alto, cuando se reparte entre millones de unidades de producción, el costo individual de los CI por lo general se reduce al mínimo. La eficiencia de los CI es alta debido a que el pequeño tamaño de los chips permite cortas conexiones que posibilitan la utilización de lógica de bajo consumo (como es el caso de CMOS), y con altas velocidades de conmutación.
A medida que transcurren los años, los circuitos integrados van evolucionando: se fabrican en tamaños cada vez más pequeños, con mejores características y prestaciones, mejoran su eficiencia y su eficacia, y se permite así que mayor cantidad de elementos sean empaquetados (integrados) en un mismo chip (véase la ley de Moore). Al tiempo que el tamaño se reduce, otras cualidades también mejoran (el costo y el consumo de energía disminuyen, y a la vez aumenta el rendimiento). Aunque estas ganancias son aparentemente para el usuario final, existe una feroz competencia entre los fabricantes para utilizar geometrías cada vez más delgadas. Este proceso, y lo esperado para los próximos años, está muy bien descrito por la International Technology Roadmap for Semiconductors.

### Crisis de los microprocesadores
El confinamiento mundial derivado de la pandemia del COVID-19 en el año 2020 ha provocado un aumento sin precedentes en la demanda de microprocesadores, lo que ha colapsado la industria mundial. El precio de los microchips ha subido con picos de hasta el 30 por ciento en los últimos 12 meses. Decenas de fábricas que dependen de los microprocesadores han retrasado su producción o cerrado temporalmente, incluso en España. Esta crisis amenaza a los consumidores y pone en evidencia las debilidades de una tecnología que podría haber tocado techo. Además, supone un punto de inflexión para occidente, que hasta ahora dominaba el mercado tecnológico en materia de desarrollo de microchips.
La industria de los microchips se enfrenta a otro importante obstáculo: la Ley de Moore, que según algunos especialistas estaría empezando a fallar. En 1965 Gordon Moore, cofundador de Intel, formuló la ley que lleva su nombre, según la cual el número de transistores que puede contener un microchip se duplica cada dos años. Este postulado ha permitido desarrollar ordenadores cada vez más potentes y con un menor coste. Sin embargo, a partir de 2010 el ritmo de la innovación ha empezado a ralentizarse. En 2015 el CEO de Intel, Bryant Krzanich, reconoció que había una discontinuidad a la hora de miniaturizar los componentes de manera rentable. Para fabricar un microchip de última generación se requiere de una tecnología muy cara y compleja, la “litografía ultravioleta extrema”.

## Popularidad
Solo ha transcurrido medio siglo desde que se inició su desarrollo y los circuitos integrados se han vuelto casi omnipresentes. Computadoras, teléfonos móviles y otras aplicaciones digitales son ahora parte de las sociedades modernas. La informática, las comunicaciones, la manufactura y los sistemas de transporte, incluyendo Internet, todos dependen de la existencia de los circuitos integrados. De hecho, muchos estudiosos piensan que la revolución digital causada por los circuitos integrados es uno de los sucesos más significativos de la historia de la humanidad.

## Tipos
Existen al menos tres tipos de circuitos integrados:
- Circuitos monolíticos: están fabricados en un solo monocristal, habitualmente de silicio,[1] pero también existen en germanio, arseniuro de galio, silicio-germanio, etc.

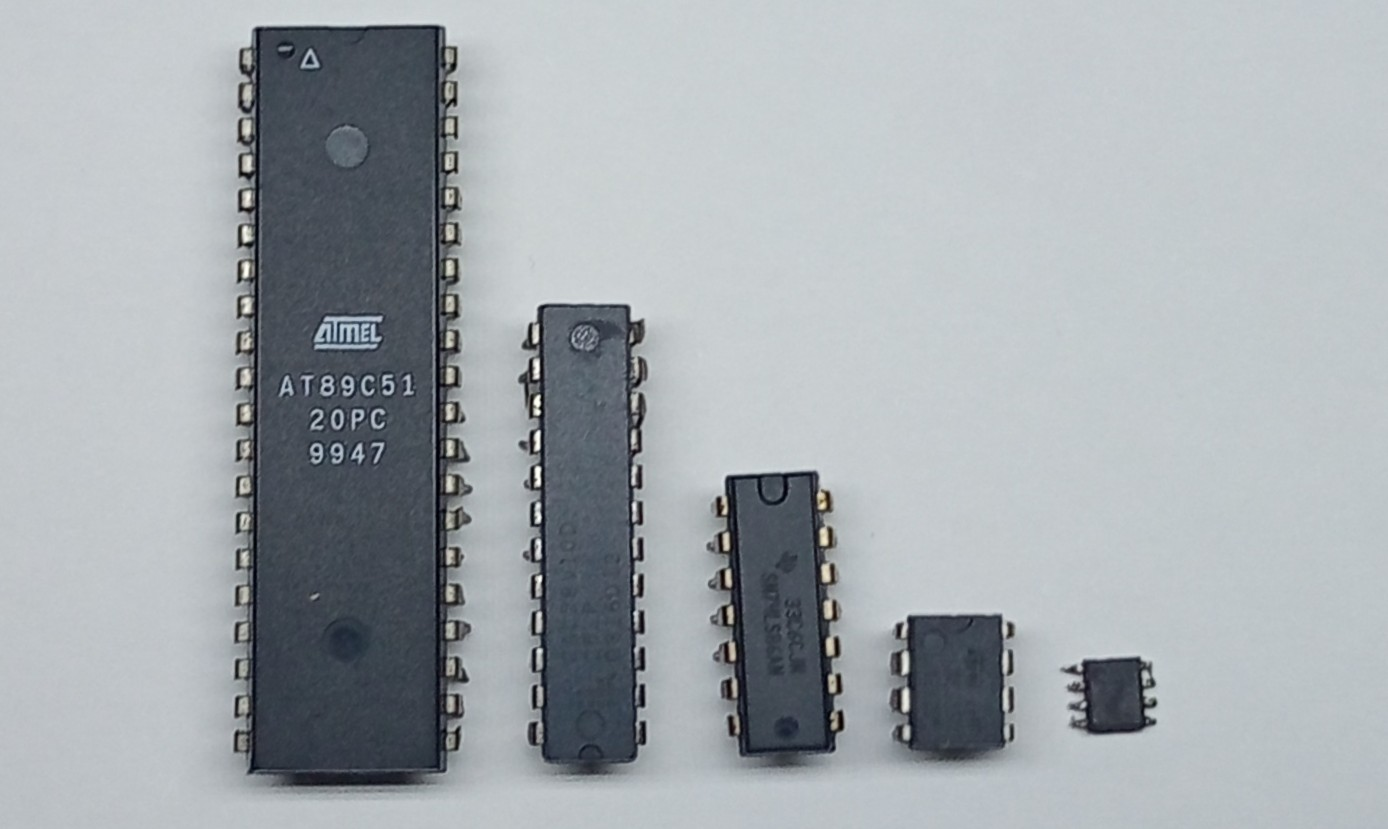
Circuitos integrados (CI) de distintos tamaños

- Circuitos híbridos de capa fina: son muy similares a los circuitos monolíticos, pero, además, contienen componentes difíciles de fabricar con tecnología monolítica. Muchos conversores A/D y conversores D/A se fabricaron en tecnología híbrida hasta que los progresos en la tecnología permitieron fabricar resistencias precisas.

- Circuitos híbridos de capa gruesa: se apartan bastante de los circuitos monolíticos. De hecho suelen contener circuitos monolíticos sin cápsula, transistores, diodos, etc, sobre un sustrato dieléctrico, interconectados con pistas conductoras. Las resistencias se depositan por serigrafía y se ajustan haciéndoles cortes con láser. Todo ello se encapsula, en cápsulas plásticas o metálicas, dependiendo de la disipación de energía calórica requerida. En muchos casos, la cápsula no está moldeada, sino que simplemente se cubre el circuito con una resina epoxi para protegerlo. En el mercado se encuentran circuitos híbridos para aplicaciones en módulos de radio frecuencia (RF), fuentes de alimentación, circuitos de encendido para automóvil, etc.[9]

## Clasificación
Atendiendo al nivel de integración —número de componentes— los circuitos integrados se pueden clasificar en:
- SSI (Small Scale Integration) pequeño nivel: de 10 a 100 transistores
- MSI (Medium Scale Integration) medio: 101 a 1000 transistores
- LSI (Large Scale Integration) grande: 1001 a 10 000 transistores
- VLSI (Very Large Scale Integration) muy grande: diez mil uno a cien mil transistores
- ULSI (Ultra Large Scale Integration) ultra grande: 100 001 a 1 000 000 transistores
- GLSI (Giga Large Scale Integration) giga grande: más de un millón de transistores

En cuanto a las funciones integradas, los circuitos se clasifican en dos grandes grupos:
Circuitos integrados analógicos.
Pueden constar desde simples transistores encapsulados juntos, sin unión entre ellos, hasta circuitos completos y funcionales, como amplificadores, osciladores o incluso receptores de radio completos.
Circuitos integrados digitales.
Pueden ser desde básicas puertas lógicas (AND, OR, NOT) hasta los más complicados microprocesadores o microcontroladores.
Algunos son diseñados y fabricados para cumplir una función específica dentro de un sistema mayor y más complejo.
En general, la fabricación de los CI es compleja ya que tienen una alta integración de componentes en un espacio muy reducido, de forma que llegan a ser microscópicos. Sin embargo, permiten grandes simplificaciones con respecto a los antiguos circuitos, además de un montaje más eficaz y rápido.

## Limitaciones de los circuitos integrados
Existen ciertos límites físicos y económicos al desarrollo de los circuitos integrados. Básicamente, son barreras que se van alejando al mejorar la tecnología, pero no desaparecen. Las principales son:

### Disipación de potencia
Los circuitos eléctricos disipan potencia. Cuando el número de componentes integrados en un volumen dado crece, las exigencias en cuanto a disipación de esta potencia, también crecen, calentando el sustrato y degradando el comportamiento del dispositivo. Además, en muchos casos es un sistema de realimentación positiva, de modo que cuanto mayor sea la temperatura, más corriente conducen, fenómeno que se suele llamar "embalamiento térmico" y, que si no se evita, llega a destruir el dispositivo. Los amplificadores de audio y los reguladores de tensión son proclives a este fenómeno, por lo que suelen incorporar protecciones térmicas.
Los circuitos de potencia, evidentemente, son los que más energía deben disipar. Para ello su cápsula contiene partes metálicas, en contacto con la parte inferior del chip, que sirven de conducto térmico para transferir el calor del chip al disipador o al ambiente. La reducción de resistividad térmica de este conducto, así como de las nuevas cápsulas de compuestos de silicona, permiten mayores disipaciones con cápsulas más pequeñas.
Los circuitos digitales resuelven el problema reduciendo la tensión de alimentación y utilizando tecnologías de bajo consumo, como CMOS. Aun así en los circuitos con más densidad de integración y elevadas velocidades, la disipación es uno de los mayores problemas, llegándose a utilizar experimentalmente ciertos tipos de criostatos. Precisamente la alta resistividad térmica del arseniuro de galio es su talón de Aquiles para realizar circuitos digitales con él.

### Capacidades y autoinducciones parásitas
Este efecto se refiere principalmente a las conexiones eléctricas entre el chip, la cápsula y el circuito donde va montada, limitando su frecuencia de funcionamiento. Con pastillas más pequeñas se reduce la capacidad y la autoinducción de ellas. En los circuitos digitales excitadores de buses, generadores de reloj, etc, es importante mantener la impedancia de las líneas y, todavía más, en los circuitos de radio y de microondas.

### Límites en los componentes
Los componentes disponibles para integrar tienen ciertas limitaciones, que difieren de sus contrapartidas discretas.
- Resistores. Son indeseables por necesitar una gran cantidad de superficie. Por ello solo se usan valores reducidos y en tecnologías MOS se eliminan casi totalmente.
- Condensadores. Solo son posibles valores muy reducidos y a costa de mucha superficie. Como ejemplo, en el amplificador operacional μA741, el condensador de estabilización viene a ocupar un cuarto del chip.
- Inductores. Se usan comúnmente en circuitos de radiofrecuencia, siendo híbridos muchas veces. En general no se integran.

### Densidad de integración
Durante el proceso de fabricación de los circuitos integrados se van acumulando los defectos, de modo que cierto número de componentes del circuito final no funcionan correctamente. Cuando el chip integra un número mayor de componentes, estos componentes defectuosos disminuyen la proporción de chips funcionales. Es por ello que en circuitos de memorias, por ejemplo, donde existen millones de transistores, se fabrican más de los necesarios, de manera que se puede variar la interconexión final para obtener la organización especificada.